# 酸模樹
酸模樹（Oxydendrum arboreum），（英文：Sourwood或Sorrel Tree）是小樹或大灌木，多在美洲東北生長。酸模樹是酸模樹屬底下唯一的物種。
酸模樹長於阿巴拉契亞山脈山麓處。酸模樹花蜜最出名，是最頂級的蜂蜜。